# Monte Cimone
Monte Cimone hegy Olaszországban, az északi Appenninekben, Emilia-Romagna régióban, Modena megyében, 2165 m tengerszint feletti magasságban. Környező települések: Fiumalbo, Sestola, Fanano, Riolunato, Montecreto.

## Fekvése
Montecretótól délre található.

## Leírása
Zömök, háromoldalú piramis alakú hegy, belsejében egy katonai struktúrával, ezért a hidegháború ideje alatt a csúcs megközelítése tilos volt.

## Szabadidő, sport
A terület ma téli síparadicsom, felvonókkal. A hegy legfontosabb síállomása Monte Cimone, az Emilia-Romagna üdülőhellyel.
A lejtők többnyire közepes nehézségűek, összesen több mint 50 km hosszúságú sípályával rendelkezik.